# BMW F25
Der BMW X3 (interne Bezeichnung: F25) ist ein Mittelklasse-Sport-Utility-Vehicle (SUV) des deutschen Automobilherstellers BMW und der Nachfolger des ersten X3 (E83).

## Modellgeschichte

### Allgemeines
Die Messepremiere fand auf der Mondial de l’Automobile 2010 in Paris statt. Am 20. November 2010 führte BMW das Modell in Deutschland auf dem Markt ein. Produziert wurde der F25 im US-amerikanischen Werk der BMW US Manufacturing Company in Greer (South Carolina). Im Herbst 2017 wurde das SUV durch den G01 ersetzt.

### Modellpflege
Ab Juni 2014 wurde eine überarbeitete Version des F25 auf dem Markt eingeführt, die formal erstmals öffentlich auf dem Genfer Auto-Salon 2014 gezeigt wurde.

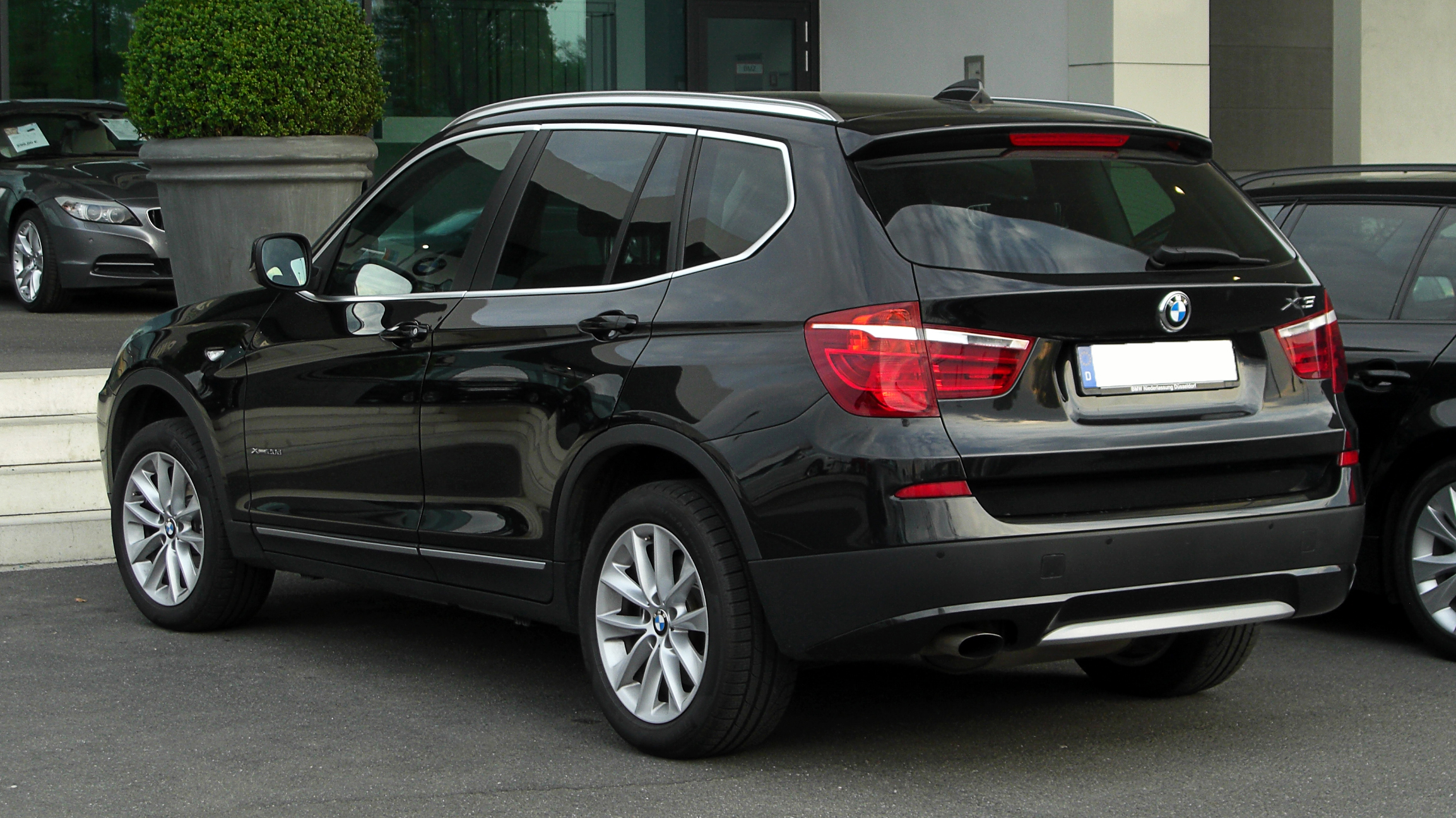
Heckansicht
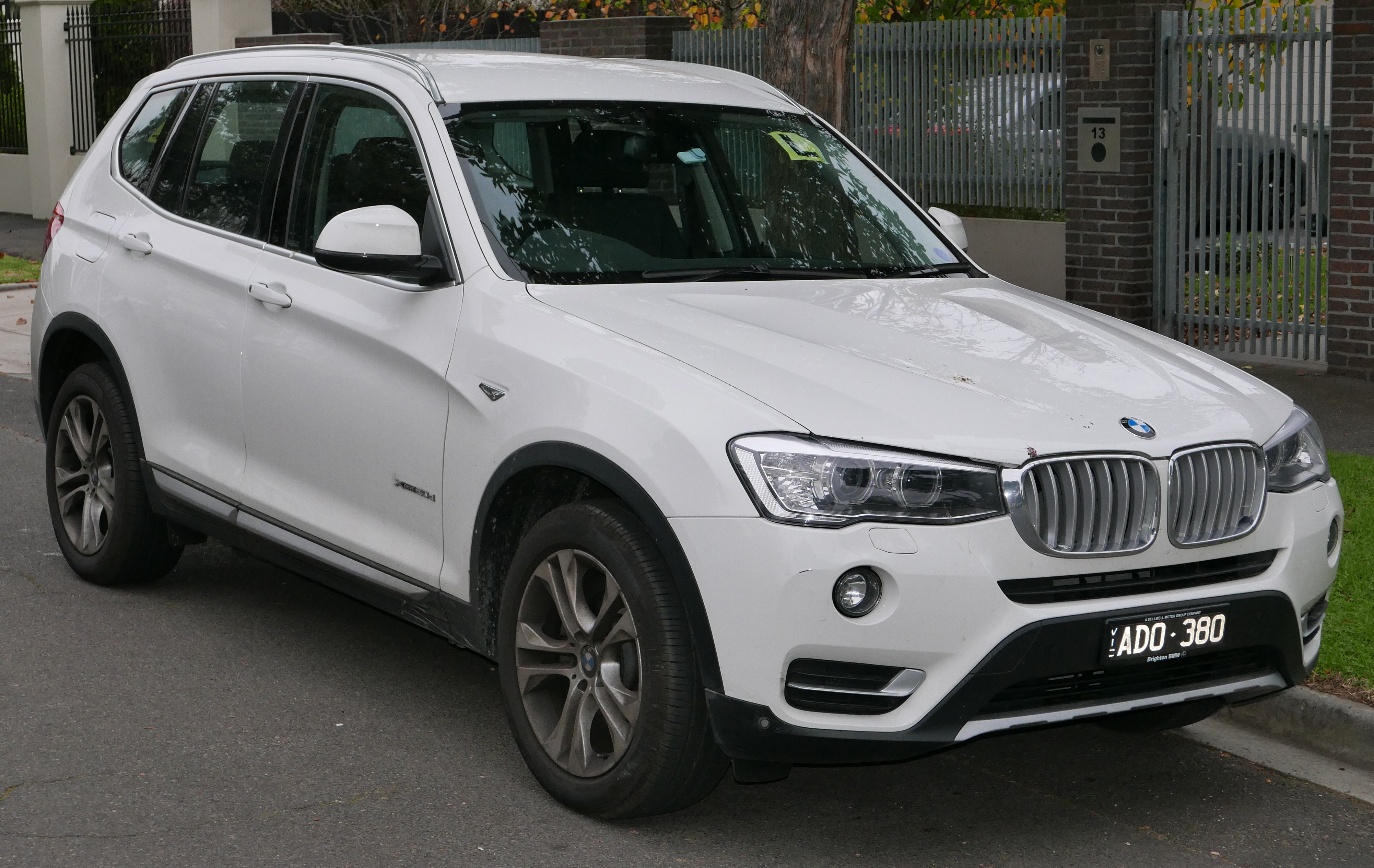
BMW X3 (2014–2017)
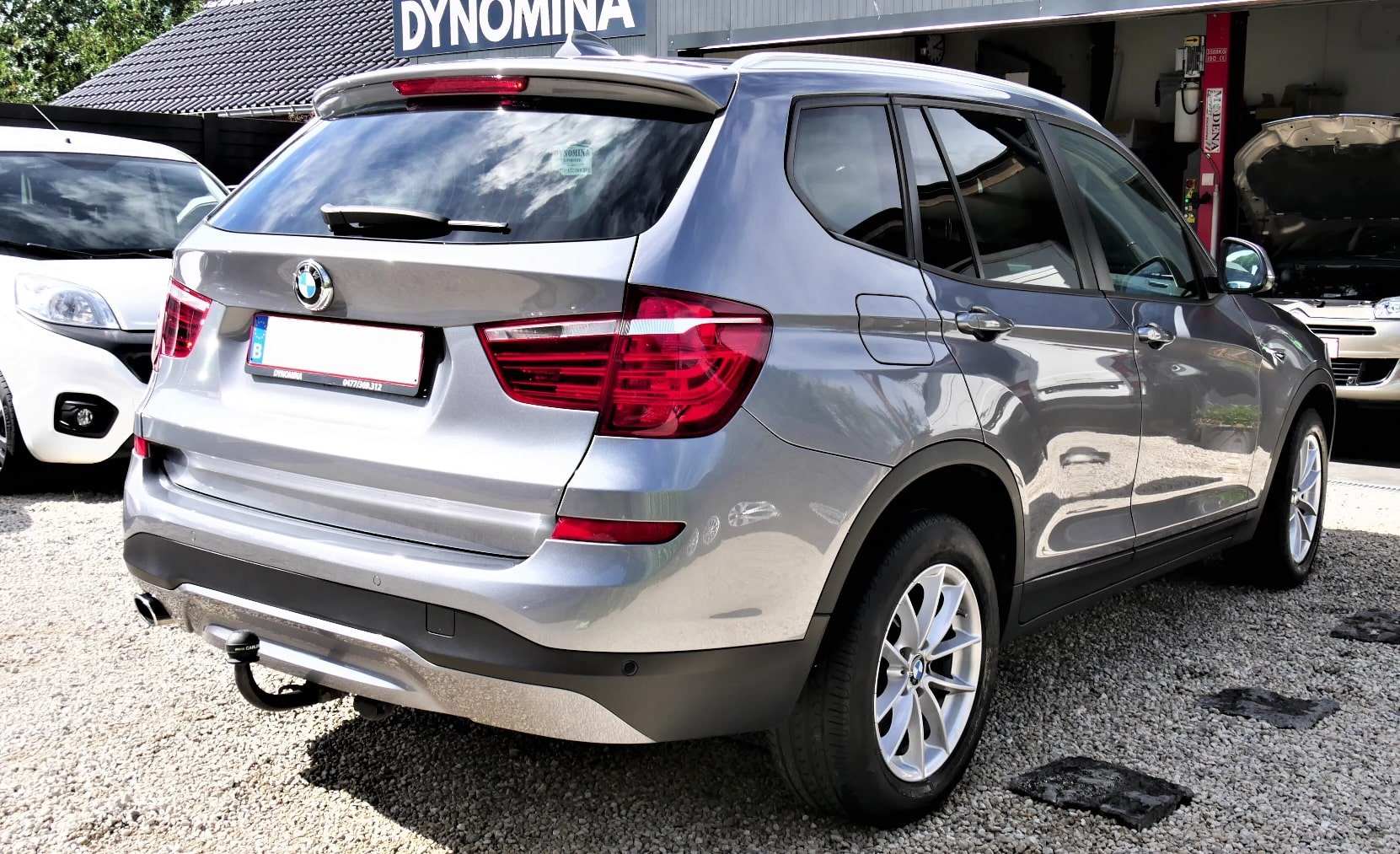
Heckansicht

## Technik

### Motoren
Alle Modelle, bis auf den ab November 2012 erhältlichen sDrive 18d, und den zwischen März 2014 und Februar 2016 erhältlichen sDrive 20i sind vom Werk aus mit dem Allradantrieb xDrive ausgestattet.
Ein SCR-Katalysator zur Senkung der NOx-Emissionen war bei Dieselmotoren zur Auslieferung in den USA seit Ende 2008 serienmäßig verbaut.

### Getriebe
Einige Modellversionen haben ein Sechsganggetriebe mit Handschaltung, wahlweise gibt es ein Achtgang-Automatikgetriebe, das bei den besser ausgestatteten Versionen serienmäßig eingebaut wird. Durch die hohe Spreizung der Gänge wurden das Drehzahlniveau und der Innengeräuschpegel bei hohen Geschwindigkeiten abgesenkt. Trotz der Erhöhung von sechs auf acht Stufen des ZF-8HP-Automatikgetriebes konnte auf zusätzliche Bauteile verzichtet werden. Gewicht und Abmessungen stiegen im Vergleich zum ZF-6HP-Automatikgetriebe nur leicht an. Das Achtgang-Automatikgetriebe kann Gangstufen überspringen, es kann also bei entsprechender Fahrsituation vom achten in den zweiten Gang schalten und muss dabei nur eine Kupplung öffnen. Das Getriebe wird von ZF Friedrichshafen hergestellt.

### Fahrwerk, Lenkung
Das Fahrwerk ist neu entwickelt. Serienmäßig gibt es eine elektromechanische Servolenkung, stattdessen ist auch eine Sportlenkung mit variabler Servowirkung möglich. Die Vorderachse besteht aus MacPherson-Federbeinen und in Zug- und Druckstreben aufgelösten unteren Querlenkern, die an zwei Gelenken nebeneinander an den Radträgern angreifen (Doppelgelenk-Zugstrebenachse). Hinten gibt es eine Fünflenkerachse.

### Dynamische-Dämpfer-Control und Fahrdynamik-Control
Die elektronisch geregelten Dämpfer passen sich sowohl der Fahrbahnbeschaffenheit als auch dem Fahrstil an. Das Kennfeld der Dämpferregelung kann vom Fahrer über die „Fahrdynamik-Control“ beeinflusst werden. Die erstmals für einen X-BMW verfügbare Funktion ermöglicht es, per Tastendruck zwischen den Modi „Normal“, „Sport“ und „Sport+“ zu wählen. Sie beeinflusst das Dämpfungsverhalten, die Gaspedalprogression, das Ansprechverhalten des Motors, die Kennlinie von Servolenkung und ESP und die Schaltdynamik des Automatikgetriebes.

### Sicherheit
Die Gesamtwertung des Fahrzeugs beim Euro-NCAP-Crashtest, der 2011 durchgeführt wurde, ist fünf Sterne. Beim für das Modelljahr 2012 vom IIHS durchgeführten Crashtest wurde es beim Versuch „Moderate overlap front“ mit „Good“ bewertet und insgesamt als „2012 Top Safety Pick“ ausgezeichnet.

## Weitere Sonderausstattung
- Head-up-Display
- Internet
- Rückfahrkamera optional mit Top View
- M-Sportpaket
- Spurhalteassistent
- Speed Limit Info, ein System zur Erkennung von Straßenschildern. Hierfür prüft eine Kamera Straßenschilder mit Geschwindigkeitsbeschränkungen. Diese werden im Tachometer sowie im Head-Up-Display angezeigt.

## Abgasnormverletzung
Der BMW X3 xDrive 20d hat bei Straßentests des International Council on Clean Transportation (ICCT) die europäische Abgasnorm Euro-6 nicht eingehalten. Der zulässige Wert sei um „mehr als das 11fache überschritten“ worden Mit diesem Testergebnis schneide der X3 noch schlechter ab als der von der US-Umweltbehörde EPA beanstandete VW Passat, hieß es. „Alle Messdaten deuten darauf hin, dass das kein VW-spezifisches Problem ist“. Ein BMW-Sprecher erklärte Reuters, er habe der Stellungnahme nichts hinzuzufügen. Ein BMW-Sprecher äußerte sich auf die Anfrage von Auto Bild, ob BMW bei Prüfstandsmessungen andere Motorkalibrierungen verwende als auf der Straße, wie folgt: „Es gibt bei BMW keine Funktion zur Erkennung von Abgaszyklen. Alle Abgassysteme bleiben auch außerhalb des Abgaszyklus aktiv.“ Die Unterstellung einer Manipulation seitens BMW wurde von Autobild in einer Klarstellung zurückgewiesen. Vom ICCT gibt es auch keine Angaben zu den Rahmenbedingungen des Straßentests, die eine Reproduktion oder Erklärung der Ergebnisse ermöglichen.

## Technische Daten

### Ottomotoren
|                                                                   | sDrive20i                       | xDrive20i                       | xDrive28i                       | xDrive28i                | xDrive35i                   |
| ----------------------------------------------------------------- | ------------------------------- | ------------------------------- | ------------------------------- | ------------------------ | --------------------------- |
| Bauzeit                                                           | 03/2014–02/2016                 | 09/2011–2017                    | 03/2012–2017                    | 10/2010–02/2012          | 11/2010–2017                |
| Motorart                                                          | Ottomotor                       | Ottomotor                       | Ottomotor                       | Ottomotor                | Ottomotor                   |
| Motorbauart                                                       | R4                              | R4                              | R4                              | R6                       | R6                          |
| Gemischaufbereitung                                               | Direkteinspritzung              | Direkteinspritzung              | Direkteinspritzung              | Saugrohreinspritzung     | Direkteinspritzung          |
| Motoraufladung                                                    | Twin-Scroll-Abgasturbolader (1) | Twin-Scroll-Abgasturbolader (1) | Twin-Scroll-Abgasturbolader (1) | —                        | Twin-Scroll-Abgasturbolader |
| variable Ventilsteuerung                                          | Valvetronic                     | Valvetronic                     | Valvetronic                     | Valvetronic              | Valvetronic                 |
| Nockenwellenverstellung                                           | Doppel-VANOS                    | Doppel-VANOS                    | Doppel-VANOS                    | Doppel-VANOS             | Doppel-VANOS                |
| Motortyp                                                          | N20B20                          | N20B20                          | N20B20                          | N52B30                   | N55B30                      |
| Hubraum                                                           | 1997 cm³                        | 1997 cm³                        | 1997 cm³                        | 2996 cm³                 | 2979 cm³                    |
| max. Leistung bei 1/min                                           | 135 kW (184 PS)/ 5000–6250      | 135 kW (184 PS)/ 5000–6250      | 180 kW (245 PS)/ 5000–6500      | 190 kW (258 PS)/ 6600    | 225 kW (306 PS)/ 5800–6400  |
| max. Drehmoment bei 1/min                                         | 270 Nm/ 1250–4500               | 270 Nm/ 1250–4500               | 350 Nm/ 1250–4800               | 310 Nm/ 2600–3000        | 400 Nm/ 1200–5000           |
| Getriebe, serienmäßig                                             | 8-Gang-Automatik                | 6-Gang-Schaltgetriebe           | 8-Gang-Automatikgetriebe        | 8-Gang-Automatikgetriebe | 8-Gang-Automatikgetriebe    |
| Getriebe, optional                                                | —                               | 8-Gang-Automatikgetriebe        | —                               | —                        | —                           |
| Antrieb, serienmäßig                                              | Hinterradantrieb                | Allradantrieb                   | Allradantrieb                   | Allradantrieb            | Allradantrieb               |
| Beschleunigung, 0–100 km/h in s *                                 | 8,2                             | 8,3 (8,4)                       | 6,7                             | 6,9                      | 5,6                         |
| Höchstgeschwindigkeit, km/h *                                     | 210                             | 210 (210)                       | 230                             | 230                      | 245                         |
| Kraftstoffverbrauch nach EWG-Richtlinie, kombiniert in l/100 km * | 7,0                             | 7,9 (7,5)                       | 7,5                             | 9,0                      | 8,8                         |
| CO2-Emission mit Seriengetriebe, kombiniert in g/km *             | 163                             | 183 (171)                       | 175                             | 210                      | 204                         |
| Abgasnorm nach EU-Klassifikation                                  | Euro 6                          | Euro 5                          | Euro 5                          | Euro 5                   | Euro 5                      |

* Werte in runden Klammern ( ) stehen für Automatikgetriebe.

### Dieselmotoren
|                                                                   | sDrive18d                                                       | sDrive18d                                                       | xDrive20d (1)                                                   | xDrive20d (1)                                                   | xDrive30d                                                       | xDrive35d                                            |
| ----------------------------------------------------------------- | --------------------------------------------------------------- | --------------------------------------------------------------- | --------------------------------------------------------------- | --------------------------------------------------------------- | --------------------------------------------------------------- | ---------------------------------------------------- |
| Bauzeit                                                           | 11/2012–04/2014                                                 | 04/2014–2017                                                    | 11/2010–04/2014                                                 | seit 04/2014                                                    | 03/2011–2017                                                    | 09/2011–2017                                         |
| Motorart                                                          | Dieselmotor                                                     | Dieselmotor                                                     | Dieselmotor                                                     | Dieselmotor                                                     | Dieselmotor                                                     | Dieselmotor                                          |
| Motorbauart                                                       | R4                                                              | R4                                                              | R4                                                              | R4                                                              | R6                                                              | R6                                                   |
| Gemischaufbereitung                                               | Common-Rail-Direkteinspritzung                                  | Common-Rail-Direkteinspritzung                                  | Common-Rail-Direkteinspritzung                                  | Common-Rail-Direkteinspritzung                                  | Common-Rail-Direkteinspritzung                                  | Common-Rail-Direkteinspritzung                       |
| Motoraufladung                                                    | Abgasturbolader mit verstellbaren Leitschaufeln vor der Turbine | Abgasturbolader mit verstellbaren Leitschaufeln vor der Turbine | Abgasturbolader mit verstellbaren Leitschaufeln vor der Turbine | Abgasturbolader mit verstellbaren Leitschaufeln vor der Turbine | Abgasturbolader mit verstellbaren Leitschaufeln vor der Turbine | zwei Abgasturbolader mit variabler Turbinengeometrie |
| Motortyp                                                          | N47D20                                                          | B47D20                                                          | N47D20                                                          | B47D20                                                          | N57D30                                                          | N57D30                                               |
| Hubraum                                                           | 1995 cm³                                                        | 1995 cm³                                                        | 1995 cm³                                                        | 1995 cm³                                                        | 2993 cm³                                                        | 2993 cm³                                             |
| max. Leistung bei 1/min                                           | 105 kW (143 PS)/ 4000                                           | 110 kW (150 PS)/ 4000                                           | 135 kW (184 PS)/ 4000                                           | 140 kW (190 PS)/ 4000                                           | 190 kW (258 PS)/ 4000                                           | 230 kW (313 PS)/ 4400                                |
| max. Drehmoment bei 1/min                                         | 360 Nm/ 1750–2500                                               | 360 Nm/ 1500–2250                                               | 380 Nm/ 1750–2750                                               | 400 Nm/ 1750–2500                                               | 560 Nm/ 1500–3000 (2)                                           | 630 Nm/ 1500–2500                                    |
| Getriebe, serienmäßig                                             | 6-Gang-Schaltgetriebe                                           | 6-Gang-Schaltgetriebe                                           | 6-Gang-Schaltgetriebe                                           | 6-Gang-Schaltgetriebe                                           | 8-Gang-Automatikgetriebe                                        | 8-Gang-Automatikgetriebe                             |
| Getriebe, optional                                                | 8-Gang-Automatikgetriebe                                        | 8-Gang-Automatikgetriebe                                        | 8-Gang-Automatikgetriebe                                        | 8-Gang-Automatikgetriebe                                        | —                                                               | —                                                    |
| Antrieb, serienmäßig                                              | Hinterradantrieb                                                | Hinterradantrieb                                                | Allradantrieb                                                   | Allradantrieb                                                   | Allradantrieb                                                   | Allradantrieb                                        |
| Beschleunigung, 0–100 km/h in s *                                 | 9,9 (10,3)                                                      | 9,5 (9,8)                                                       | 8,5 (8,5)                                                       | 8,1 (8,1)                                                       | 5,9                                                             | 5,3                                                  |
| Höchstgeschwindigkeit, km/h *                                     | 195 (190)                                                       | 195 (195)                                                       | 210 (210)                                                       | 210 (210)                                                       | 232                                                             | 245                                                  |
| Kraftstoffverbrauch nach EWG-Richtlinie, kombiniert in l/100 km * | 5,1 (5,4)                                                       | 5,1 (5,2)                                                       | 5,6 (5,6)                                                       | 5,6 (5,4)                                                       | 6,0                                                             | 6,1                                                  |
| CO2-Emission mit Seriengetriebe, kombiniert in g/km *             | 135 (142)                                                       | 134 (136)                                                       | 149 (147)                                                       | 136 (131)                                                       | 156 (3)                                                         | 157 (4)                                              |
| Abgasnorm nach EU-Klassifikation                                  | Euro 5                                                          | Euro 6                                                          | Euro 5                                                          | Euro 6                                                          | Euro 6 (5)                                                      | Euro 6 (5)                                           |

* Werte in runden Klammern ( ) stehen für Automatikgetriebe.

## Neuzulassungen
| Jahr | Neuzulassungen |
| ---- | -------------- |
| 2016 | 13.756         |
| 2015 | 14.862         |
| 2014 | 17.068         |
| 2013 | 20.800         |
| 2012 | 25.680         |
| 2011 | 20.863         |
| 2010 | 396            |

## Bestand in Deutschland
Aufgeführt ist der Bestand an BMW F25 nach Hersteller- (HSN) und Typschlüsselnummern (TSN) in Deutschland laut Kraftfahrt-Bundesamt. Typen mit weniger als 100 Fahrzeugen werden nicht ausgewiesen.
| HSN/TSN  | Modell    | kW     | 1.1.2011 | 1.1.2012 | 1.1.2013 | 1.1.2014 | 1.1.2015 | 1.1.2016 | 1.1.2017 |
| -------- | --------- | ------ | -------- | -------- | -------- | -------- | -------- | -------- | -------- |
| 0005/AZS | xDrive28i | 190    |          | 476      | 639      | 636      | 599      | 607      | 600      |
| 0005/AZT | xDrive35i | 225    | 184      | 920      | 1.226    | 1.389    | 1.466    | 1.574    | 1.728    |
| 0005/AZU | xDrive20d | 135    |          | 15.983   | 32.077   | 43.499   | 45.071   | 42.918   | 41.052   |
| 0005/AZW | xDrive30d | 190    |          | 3.933    | 8.486    | 11.614   | 13.959   | 16.294   | 18.494   |
| 0005/BGR | xDrive20i | 135    |          |          | 1.240    | 2.051    | 2.629    | 2.926    | 3.406    |
| 0005/BGS | xDrive28i | 180    |          |          | 261      | 480      | 660      | 753      | 932      |
| 0005/BGT | xDrive35d | 230    |          | 233      | 1.836    | 2.980    | 3.901    | 4.577    | 5.091    |
| 0005/BGU | sDrive18d | 105    |          |          |          | 921      | 1.240    | 1.211    | 1.076    |
| 0005/BVE | sDrive20i | 135    |          |          |          |          | 110      | 257      | 308      |
| 0005/BVF | sDrive18d | 110    |          |          |          |          | 624      | 1.305    | 1.785    |
| 0005/BVG | xDrive20d | 140    |          |          |          |          | 7.127    | 16.208   | 24.484   |
| Quelle   | Quelle    | Quelle | [ 23 ]   | [ 24 ]   | [ 25 ]   | [ 26 ]   | [ 27 ]   | [ 28 ]   | [ 29 ]   |